# Hoàng Sông Hương
Hoàng Sông Hương là một nhạc sĩ của Việt Nam nổi tiếng với ca khúc trữ tình Tình ta biển bạc đồng xanh (Giải B của Bộ Nông nghiệp, 1976). Ngoài ra ông còn là một nhạc công, người phục chế đàn danh tiếng Việt Nam.

## Tiểu sử
Nhạc sĩ Hoàng Sông Hương sinh ngày 1 tháng 5 năm 1942 tại Đồng Hới, Quảng Bình. Từ năm 1960 đến năm 1970 ông là nhạc công violon của Đoàn Văn công Quảng Bình. Năm 1971 ông học tại khoa Lý luận - Sáng tác của Nhạc viện Hà Nội, ra trường năm 1974. Năm 1975, sau khi ra trường, ông công tác tại Đoàn Ca Múa Bình Trị Thiên đến năm 1991. Sau đó ông là cán bộ của Trung tâm Văn hóa Thông tin Quảng Bình, tham gia giảng dạy âm nhạc và trang trí mỹ thuật sân khấu (1992-2002). Hiện tại ông đã nghỉ hưu và sống tại quê hương là Đồng Hới, Quảng Bình.

## Sự nghiệp

### Sáng tác
Từ nhỏ Hoàng Sông Hương đã tập tuồng, chèo, cải lương, chầu văn, ca Huế, chơi cả nhạc cụ Tây phương lẫn nhạc cụ dân tộc Việt Nam nên các ca khúc của ông thường mang âm hưởng dân ca, nhất là dân ca Miền Trung. Ông nổi tiếng với ca khúc Tình ta biển bạc đồng xanh khi đang học tại Nhạc viện Hà Nội. Khi ông về lại Huế, công tác tại Đoàn Ca múa nhạc Bình Trị Thiên, những ca khúc của ông ít được nhiều người biến đến hơn. Ông sáng tác rất nhiều bài hát hay về Huế, nhưng chỉ mới được biểu diễn nhiều tại địa phương này và chỉ có một số ít những ca khúc được biết đến trong những album của Nghệ sĩ nhân dân Thu Hiền, Quang Linh, Vân Khánh… Ông được đánh giá là nhạc sĩ tài hoa, âm nhạc của ông, hiền lành, nhẹ nhàng và sâu lắng như những gì thuộc về Huế.
Ngoài ra, ông còn có công phát hiện và đào tạo nhiều ca sĩ như Quang Linh, Lan Hương.

### Phục chế đàn
Hoàng Sông Hương là người khéo tay, được đánh giá là người phục chế đàn danh tiếng nhất Việt Nam. Ông từng tự đóng cho mình một cây đàn violon, tự mày mò học đánh đàn trên cây đàn tự chế của mình khi còn trẻ. Sau này, khi đã trở thành nhạc sĩ, công tác tại Đoàn Ca múa nhạc Bình Trị Thiên, ông đã đóng một số lượng lớn đàn guitar điện tử, lead, bass cho tất cả các nhạc công từ đoàn chuyên nghiệp đến không chuyên tại Huế, Quảng Bình, Quảng Trị, Đà Nẵng. Ông có thể đóng được đàn bầu, đàn nhị, đàn nguyệt, phục chế được cả đàn tam thập lục Trung Quốc. Bên cạnh đó, ông cũng phục chế, sửa chữa lại từ violon, cello, contrebass, nhiều nhất là đàn piano của Liên Xô được trang bị cho các đoàn ca nhạc.

## Tác phẩm
Hoàng Sông Hương đã viết một số ca khúc mang âm hưởng dân gian miền Trung, một số đã đoạt giải và được phổ biến, trong đó nổi tiếng nhất là ca khúc Tình ta biển bạc đồng xanh. Ngoài ra ông còn viết một số tiểu phẩm khí nhạc cho nhạc cụ dân tộc cổ truyền Việt Nam, nhạc cho sân khấu. Những công trình lý luận âm nhạc: Dân nhạc Quảng Bình; Cải tiến nhạc cụ dân tộc. Đã xuất bản "Tuyển tập ca khúc" kèm băng cassette tác giả (DIHAVINA và Hội Nhạc sĩ Việt Nam).

### Tình ta biển bạc đồng xanh
Tình ta biển bạc đồng xanh là ca khúc quen thuộc nhất của Hoàng Sông Hương với khán giả Việt Nam, đây gần như là sáng tác đầu tay của ông trong thời kỳ chiến tranh Việt Nam lúc ông đang học tại Nhạc viện Hà Nội và nó được thu âm bởi các nghệ sĩ nổi tiếng, được phổ biến rộng trên Đài Tiếng nói Việt Nam, bài hát đã được Giải B của Bộ Nông nghiệp vào năm 1976.

### Các ca khúc khác
1. Tiếng hát đò đưa (Giải B Hội Liên hiệp Phụ nữ Việt Nam phát động, 1972)
2. Thành Huế chúng mình thương (Nhạc: Hoàng Sông Hương, thơ: Lê Anh Phong, Giải A Giải Bông sen trắng, 1989)
3. Phố biển tình anh (Giải C Hội Liên hiệp Văn học Nghệ thuật Việt Nam, 1992)
4. Nhớ Ngự Bình (Giải B Thành phố Huế, 1992)
5. Tình người hương lúa (Giải C Bộ Nông nghiệp, 1994)
6. Tiếng dạ tiếng thương (Giải B Hội Liên hiệp Văn học Nghệ thuật Việt Nam, 1995)
7. Nhật Lệ huyền thoại (Giải A Lưu Trọng Lư, 1995)
8. Giọng hò quê hương (Giải A Lưu Trọng Lư, 2000)
9. Con đò sông nước Miền Trung
10. Nàng tiên Mỹ Cảnh
11. Nhật Lệ trăng huyền thoại
12. Nhịp cầu chờ mong
13. Thành phố bình minh
14. Thắng cảnh quê em
15. Tâm tình với sông Gianh
16. Bài thơ thôn Vỹ
17. Nhật Lệ trăng huyền
18. Chuyện tình Phong Nha
19. Hà Nội Huế trong ta

## Giải thưởng
1. Huân chương Kháng chiến hạng Nhất
2. Huy chương "Vì sự nghiệp Văn hóa" của Bộ Văn hóa
3. Huy chương "Vì sự nghiệp Văn hóa Nghệ thuật" –Liên hiệp các Hội Văn học Nghệ thuật Việt Nam
4. Huy chương "Vì sự nghiệp Văn hóa quần chúng" – Bộ Văn hóa
5. Huy chương "Vì sự nghiệp Phát triển nông nghiệp" – Bộ Nông nghiệp.
6. "Giải thưởng Hồ Chí Minh" " Giải thưởng nhà nước" về văn học nghệ thuật , 20/05/2017

## Gia đình
Hoàng Sông Hương có vợ là một dược sĩ, trước kia là một giọng hát đẹp, nhan sắc nức tiếng Bình Trị Thiên. Ông là cha của hai ca sĩ nổi tiếng Mỹ Lệ và Hương Giang.

## Đánh giá
- "Người ta giật mình, dường như bên cạnh những ầm ào của dòng âm nhạc giải trí, vẫn có một lượng người không nhỏ muốn đi tìm những giai điệu vàng son mà tưởng như sau nhiều năm đã lãng quên… Có lẽ cuộc đời ông thuộc về Huế. Cái tên của ông bị chìm lấp nhiều cũng bởi đời sống trầm lặng ở Huế. Và âm nhạc của ông không phải thứ âm nhạc ai cũng tiếp nhận được, ai cũng muốn lắng nghe. Như sự an nhiên của Huế, những giai điệu của Hoàng Sông Hương thường man mác buồn nhưng không bi lụy. Hoàng Sông Hương là cái tên gần như không có mặt trên báo chí. Và ông cũng chưa bao giờ tự nói về mình. Hai cô con gái của ông, hai ca sĩ nổi tiếng của Sài Gòn, Mỹ Lệ và Hương Giang, cũng ít hát ca khúc của cha mình. Và họ cũng kiệm lời khi nhắc về gia đình. Nhưng vẫn có một dòng chảy liền mạch trong gia đình nghệ thuật này. Cả sự hy sinh lặng lẽ của một nghệ sĩ đích thực, chấp nhận làm cái bóng cho chồng con, để họ trở thành những nghệ sĩ nổi tiếng. Hoàng Sông Hương không phải là người của những đám đông công chúng ồn ào. Ông là sự chia sẻ từng ngày". (Báo Công An Nhân dân [1])
- "Ba tôi là người hiền lành, dễ chịu, thường không ghét ai bao giờ, kể cả những người chơi xấu mình. Sự thông thái, khéo tay của ông thì tôi nghĩ hiếm có người đàn ông nào đạt được. Nhưng tôi đã không chọn người đàn ông của đời mình theo tiêu chuẩn của ba. Bởi ông là người vô tâm. Ông ít quan tâm chăm sóc gia đình. Chẳng biết có phải nghệ sĩ thì thường như vậy không, nhưng đôi khi trong thời tuổi dại tôi cũng thấy tủi thân và thương mẹ. Ba tôi có thể đi lang thang cả ngày để tìm một ý nhạc, nhưng không hề quan tâm xem vợ con đang xoay trở thế nào giữa lúc cuộc sống khó khăn. Đứa con nào đi học, đứa con nào đau ốm, ba cũng không hề biết. Hình ảnh một nghệ sĩ vô tâm từ ba đã ăn vào tiềm thức của tôi, đến mức tôi chưa bao giờ yêu một người đàn ông làm nghệ thuật… Tôi không trách cha mình, bởi sáng tạo nghệ sĩ là một thứ sáng tạo khắc nghiệt và đôi khi chúng ta phải biết chấp nhận. Tôi cũng không có ý định cho con mình làm ca sĩ và không có kế hoạch để biến con mình thành người nổi tiếng. Nhưng tôi muốn con mình được sống trong âm nhạc từ nhỏ. Vì tôi luôn tin rằng, âm nhạc như vitamin của đời sống. Riêng điều này thì tôi phải cảm ơn ba, bởi ba đã giúp tôi có được nguồn vi lượng lớn từ âm nhạc". (ca sĩ Mỹ Lệ nói về cha mình [1]))